# E-sprinG
E-sprinG（いーすぷりんぐ）は、日本の芸能事務所。日本芸能マネージメント事業者協会会員。主に声優のマネージメントを行っている。2003年6月にスタジオ藍丸の声優事業部として設立され、2006年7月に法人化。

## 所属声優

### 男性
- 力武和男
- 張本龍馬
- 山本篤史
- 佐々木つよし
- 柳澤翔平
- 内山誠之郎
- 清水香輔
- 長田リキ
- 竹本和弘
- 門田直也

準所属
- 坂口聖
- 大堀慎一
- 奥ノ浩一
- 片瀬良祐
- 岡田歩
- 成見廉

### 女性
- 若泉絵子
- 水野智苗
- 大垣理香
- 岩元絵美
- 池ちさ子
- 生方佐知
- 袋井麻美
- 西藤照美

準所属
- つかめひろ美
- 西美胡
- 吉田千尋
- 梶山美紀
- 南春子
- 飯島海
- 里村寿美玲
- 齊藤麗亜

## かつて所属していた主な声優
- 一色まゆ（現所属：アーツビジョン）
- 入江健夫（フリー）
- 大本命
- 花藤蓮（現所属：ぷろだくしょんバオバブ）
- 上出彩（フリー）
- 岸本周也（現所属：Production GIW）
- 白石充
- 角野寛
- 品村渉（フリー）
- 高津麻都香（現所属：CROSS CALL）
- 髙嶺巌
- 根本央紀
- 二宮圭美（引退）
- 平野佳奈（病気療養のため休業）
- 美々（現所属：ケンユウオフィス）
- 森本73子（現所属：マウスプロモーション）
- 山本留里佳（現所属：CROSS CALL代表取締役）